# Giro delle Fiandre 1967
Il Giro delle Fiandre 1967, cinquantunesima edizione della corsa, fu disputato il 2 aprile 1967, per un percorso totale di 245 km. Fu vinto dall'italiano Dino Zandegù, al traguardo con il tempo di 6h16'00", alla media di 39,100 km/h, davanti a Noël Foré e Eddy Merckx.
I ciclisti che partirono da Gand furono 175; coloro che tagliarono il traguardo a Meerbeke furono 82.

## Ordine d'arrivo (Top 10)
| Pos. | Corridore           | Squadra      | Tempo    |
| ---- | ------------------- | ------------ | -------- |
| 1    | Dino Zandegù        | Salvarani    | 6h16'00" |
| 2    | Noël Foré           | Goldor-Gerka | s.t.     |
| 3    | Eddy Merckx         | Peugeot-BP   | a 20"    |
| 4    | Felice Gimondi      | Salvarani    | s.t.     |
| 5    | Barry Hoban         | Mercier-BP   | s.t.     |
| 6    | Willy Monty         | Pelforth     | s.t.     |
| 7    | Guido Reybrouck     | Romeo        | a 30"    |
| 8    | Herman Van Springel | Mann-Grundig | s.t.     |
| 9    | Jan Janssen         | Pelforth     | s.t.     |
| 10   | Gerben Karstens     | Televizier   | s.t.     |